# Rhipidia surinamica
Rhipidia surinamica är en tvåvingeart som först beskrevs av Alexander 1946.  Rhipidia surinamica ingår i släktet Rhipidia och familjen småharkrankar. Inga underarter finns listade i Catalogue of Life.